# Moskwa – Pietuszki
Moskwa – Pietuszki (ros. «Москва – Петушки») – utwór napisany prozą poetycką autorstwa rosyjskiego pisarza Wieniedikta Jerofiejewa.
Powstał w latach 1969–1970. Początkowo pojawiło się wydanie podziemne. W roku 1973 pojawił się po raz pierwszy w Izraelu, a w 1977 we Francji. Ze względów politycznych pierwsze rosyjskie wydanie (niepełne) ukazało się dopiero w czasie pieriestrojki w 1989 roku w magazynie literackim „Wiesti” oraz „Trezwost i Kultura”.
Pseudoautobiograficzny poemat (jak nazwał go sam autor) Moskwa-Pietuszki przetłumaczony został na wiele języków, a na jego podstawie powstały spektakle teatralne.

## Treść
Historia opisuje alkoholika-intelektualistę Wieniczkę jadącego pociągiem na 125-kilometrowej trasie z Dworca Kurskiego w Moskwie do Pietuszek, do ukochanej i dziecka. Pietuszki – cel podróży – opisywane są w utworze jako miejsce idealne, utopijne.
Na początku powieści czytelnik dowiaduje się, że Wieniczka przed tygodniem został zwolniony z posady brygadzisty z powodu swego alkoholizmu oraz za opublikowanie indywidualnych harmonogramów przedstawiających ilość spożywanego alkoholu przez poszczególnych pracowników przed i w godzinach pracy. Ostatnie swoje pieniądze przed odjazdem pociągu Wieniczka wydał na alkohol.
W pociągu bohater poematu wygłasza monologi dotyczące alkoholu, filozofii, historii, kultury i polityki, a także rozmawia z innymi towarzyszami podróży, śpiewa z nimi, pijąc wódkę.
Tytuły rozdziałów są jednocześnie nazwami kolejnych odcinków trasy pokonywanych przez pociąg, którym jedzie Wieniczka (Moskwa – Sierp i Młot, Sierp i Młot – Karaczawo, Karaczawo – Czuchlinka itd.).

### Ekranizacje
- Moskau – Petuschki (1991, Niemcy, ТВ). Reżyseria: Jens Carl Ehlers
- Z Moskwy do Pietuszek z Wieniediktem Jerofiejewem (1990, Wielka Brytania, BBC). Reżyseria: Paweł Pawlikowski

## Spektakle
Adaptacja i reżyseria: Stanisław Michno. Spektakl wystawiany jako monodram Teatru MIST. W roli głównej Wojciech Michno. Głosy z offu: Elena Korpusenko i Anna Dzierża.
- Adaptacja i reżyseria: Zygmunt Duczyński. Monodram Teatru Kana ze Szczecina. Występuje Jacek Zawadzki. Premiera odbyła się w 1989[1].

- Reżyseria: Walentin Ryżyj. Wystawiony w Teatrze na Tagance (Moskwa). Adaptacja, scenografia, reżyseria – Walentin Ryżyj, choreografia – Władimir Sażyn. Aktorzy – Aleksander Curkan (Wieniczka), Irina Lind. Śpiew – Tatiana Fiedotowa, fortepian – Aleksiej Woronkow, operator dźwięku – Wasilij Niemirowicz-Danczenko, muzyka – Siergiej Lietow.

- Reżyseria: Irina Zubżyckaja (Sankt-Petersburg). Opracowanie – Natalia Biełowa. Aktorzy – duet aktorski „Zоопарк”, Julia Kosarewa, L. Charłamow, O. Szapkow.

- Reżyseria: Beate Heine i Joachim Meyerhoff, Teatr Schauspielhaus Hamburg Niemcy.

- Reżyseria: Gieorgij Wasiliew. Spektakl „Kładąc kable jesienią 69 roku”, Teatr Kameralny Sankt-Petersburga „Teatr Biały”

### Teatr Telewizji
- Reżyseria: Tomasz Zygadło, Teatr Telewizji, Polska 1992[2].